# 筑紫まり
筑紫 まり（つくし まり、1926年6月7日 - 1988年10月30日）とは元宝塚歌劇団月組トップ娘役の人物である。舞踊家・松原貞夫の妻。六本木で歌える店『まり』を経営した。熊本県人吉市出身。本名は松原淳子。宝塚歌劇団時代の愛称はジュンちゃん。入団時の芸名は相良 智代（さがら ともよ）。

## 来歴・人物
1943年、宝塚音楽舞踊学校（現在の宝塚音楽学校）に入学。
1945年、33期生として、宝塚歌劇団に入団。宝塚入団時の成績は13人中4位。
1946年、『カルメン』で初舞台を踏む。
配属組は月、声楽専科、雪の順である。
1959年2月28日付で、宝塚歌劇団を退団。最終出演公演の演目は雪組公演『秋の踊り (日本の旋律)／戯れに恋はすまじ』である。
1988年10月30日に肝臓癌のため逝去。62歳没。

## 宝塚歌劇団時代の主な舞台出演
- 『雨』（月組）（1951年1月1日 - 1月30日、宝塚大劇場）
- 『蜜蜂の冒険』『春のおどり』（月組）（1951年5月1日 - 5月30日、宝塚大劇場）
- 『アンニー・ローリー』（月組）（1953年12月2日 - 12月28日、宝塚大劇場）
- 『サッカ・ローラ』（月組）（1954年6月1日 - 6月29日、宝塚大劇場）
- 『紅孔雀』（月組）（1955年5月1日 - 5月31日、宝塚大劇場）
- 『虹に歌えば』（月組）（1955年9月1日 - 9月29日、宝塚大劇場）
- 『インディアン・ラヴ・コール』（月組）（1956年8月1日 - 8月30日、宝塚大劇場）
- 『源氏物語』（月組）（1957年3月1日 - 3月25日、宝塚大劇場）
- 『マンハッタン物語』（月組）（1957年6月1日 - 6月30日、宝塚大劇場）
- 『夏と祭り』『ハワイ・コールス』（星組）（1957年7月2日 - 7月30日、宝塚大劇場）
- 『秋の踊り(日本の旋律)』『戯れに恋はすまじ』（雪組）（1958年11月1日 - 11月30日、宝塚大劇場）

## 主な映画出演
- 『娘十八お転婆時代』（1952年、東宝）＊特別出演
- 『忍術罷り通る』（1953年、東宝）
- 『蝶々夫人』（1955年）
- 『疾風の晴太郎』（1955年、東宝）- 小松屋おゆう 役
- 『男の花道』（1956年、東宝）

## 主なドラマ出演
- 『新・三等重役』（1959年11月5日～1960年10月27日、NET）
- 『青春の言葉』（1964年12月3日～1965年1月21日、日本テレビ）[3]
- 『あね、いもうと』（1966年3月31日、NHK）